# Patroclus
Patroclus a fost Mitropolit al Galiei, instituit de Papa Zosim.

## Ascensiunea
Patroclus - Episcop de Arles, ridicat pe scaunul episcopal în locul lui Hero, care a fost îndepărtat în mod injust și brutal de către generalul imperial, Constantin. Patroclus a dobândit încrederea Papei Zosim repede, astfel pe 22 Martie 417 a primit o scrisoare papală prin care dobândea drepturile de mitropolit, având control asupra episcopilor din toate provinciile galice (Viennensis și Narbonensis I și II)). În mod suplimentar a fost creat pentru Patroclus titlul de Vicar Papal asupra întregii Galii; astfel nici un reprezentant eclesiastic, nici măcar episcopii din Galia, nu puteau merge la Roma fără să aibă asupra lor un certificat de identitate emis de Mitropolitul Patroclus.

## Titlul
În anul 400, Arles a înlocuit orașul Trier, ca reședință a Guvernatorului (Prefectus Praetorio Galliarum) Diocezei Civile a Galiei. Patroclus, care beneficia de ajutorul generalului Constantin, a folosit acest sprijin pentru a dobândi pentru sine titlul mai sus menționat, convingându-l pe Papa Zosim că intențiile sale sunt onorabile.

## Protest
Episcopii Din Viena, Narbonne și Marseille au privit această ridicare pe Scaunul Episcopal din Arles ca încălcarea drepturilor lor și au ridicat obiecții în câteva scrisori ale Papei. Până la urmă, disputa nu a fost rezolvată până la venirea pe scaunul papal a Papei Leon I.